# Наёро
Наёро (яп. 名寄市 Наёро-си) — город в Японии, находящийся в округе Камикава губернаторства Хоккайдо. Площадь города составляет 535,23 км², население — 29 297 человек (30 июня 2014), плотность населения — 54,74 чел./км².

## Географическое положение
Город расположен на острове Хоккайдо в губернаторстве Хоккайдо. С ним граничат город Сибецу и посёлки Бифука, Симокава, Хороканай, Ому.

## Население
Население города составляет 29 297 человек (30 июня 2014), а плотность — 54,74 чел./км². Изменение численности населения с 1980 по 2005 годы:
| 1980 | 42 222 чел. |  |
| 1985 | 41 069 чел. |  |
| 1990 | 37 194 чел. |  |
| 1995 | 34 664 чел. |  |
| 2000 | 33 328 чел. |  |
| 2005 | 31 628 чел. |  |

## Символика
Деревом города считается берёза плосколистная, цветком — триллиум камчатский, птицей — большой пёстрый дятел.